# Miruts Yifter
Miruts Yifter (amharisch und Tigrinya ምሩፅ ይፍጠር; auch: Muruse Yefter; * unsicher: 15. Mai 1944 in Adigrat, Provinz Tigray; † 23. Dezember 2016 in Toronto, Ontario, Kanada) war ein äthiopischer Leichtathlet. Der Langstreckenläufer wurde 1980 zweifacher Olympiasieger.

## Biografie
Yifter arbeitete in seiner Jugend bei verschiedenen Unternehmen als Lieferwagenfahrer. Sein Talent als Langstreckenläufer wurde entdeckt, als er seine Dienstzeit in der äthiopischen Luftwaffe absolvierte. Bei den Olympischen Spielen 1972 in München wurde Yifter Dritter über 10.000 Meter, erschien jedoch zu spät zum Finale des 5000-Meter-Rennens, nach seinen Angaben wegen eines Versehens seiner Trainer. 1973 gewann er bei den Panafrikanischen Spielen Gold über 5000 Meter und Silber über 10.000 Meter. Der Boykott Äthiopiens, das sich den anderen afrikanischen Staaten anschloss, verhinderte seine Teilnahme an den Olympischen Spielen 1976 in Montreal. 1979 wurde er Afrikameister über 5000 und 10.000 Meter.
Bei den Olympischen Spielen 1980 in Moskau übernahm er im 10.000-Meter-Rennen mit einer der für ihn charakteristischen Tempoverschärfungen, die ihm den Beinamen „Yifter the Shifter“ eingebracht hatten, ca. 300 Meter vor dem Ziel die Führung und siegte mit über einer Sekunde Vorsprung. Fünf Tage später, im Finale des 5000-Meter-Laufs, wurde Yifter in der letzten Runde eingekreist. Doch 300 Meter vor dem Ziel machte sein Landsmann Mohamed Kedir für ihn Platz, und Yifter spurtete zum Sieg.
Eines der größten Geheimnisse bei den Spielen in Moskau war sein Alter, über das Schätzungen zwischen 33 und 42 Jahren kursierten. Yifter selbst verweigerte eine genaue Antwort und sagte zu Reportern:

„Männer können mir meine Hühner stehlen, Männer können mir meine Schafe stehlen. Doch kein Mann kann mir mein Alter stehlen.“

In den 1990er Jahren zog Miruts Yifter nach Kanada, wo er als Leichtathletiktrainer wirkte.